# ديدييه هرنانديز
ديدييه هرنانديز هو مغني كوبي، ولد في 18 يوليو 1979 في هافانا في كوبا.